# 等M圓及等N圓

藍色的是開迴路傳遞函數的奈奎斯特圖，上面也放了等M圓及等N圓。M = 0.45的等M圓以紅色表示，和奈奎斯特圖相交於的頻率

等M圓及等N圓（M-circles and N-circles）英文也稱為是Hall circles，是控制理论中利用開迴路傳遞函數的奈奎斯特圖（或尼柯尔斯图）來求得其閉迴路傳遞函數數值的繪圖工具。此作法最早是由Albert C. Hall在其控制理論的論文中提出。

## 建構方式
考慮閉迴路線性控制系統，其開迴路傳遞函數為{\displaystyle G(s)}，反饋路徑的增益為1。其閉迴路傳遞函數為{\textstyle T(s)={\frac {G(s)}{1+G(s)}}}。 
若要確認T(s)的穩定性，可以用開迴路傳遞函數G(s)的奈奎斯特圖配合奈奎斯特稳定判据來確認。不過若只靠奈奎斯特圖，無法知道T(s)的數值。為了要在G(s)平面上得到這些資訊，Hall在G(s)平面加上了使T(s)有固定大小以及有固定相位的二組曲線。
假設一正值M表示固定的大小，令G(s)為z，滿足{\displaystyle M=|T(s)|={\frac {|G(s)|}{|1+G(s)|}}={\frac {|z|}{|1+z|}}}的點是那些在G(s)平面上和0的距離以及和-1的距離比例為M倍的點。這些符合條件的點z的軌跡為阿波羅尼斯圓，在控制系統中稱為等M圖。
若假設一正值N表示相位角，滿足{\displaystyle N=\arg \left[{\frac {G(s)}{1+G(s)}}\right]=\arg[G(s)]-\arg[1+G(s)]=\arg[z]-\arg[1+z]}的點。滿足此條件的點z的軌跡為圓弧，在控制系統中稱為等N圖。

## 用法

傳遞函數1/s(1+s)(1+2s)的尼柯尔斯图，以及調整後的等M圓及等N圓

若要使用此方法，會在開迴路傳遞函數的奈奎斯特圖上重疊不同數值的等M圓及等N圓，根據傳遞函數和等M圓及等N圓的交點即知道閉迴路傳遞函數的大小及相位。
等M圓及等N圓也可以和尼柯尔斯图一起使用，不過等M圓及等N圓會進行坐標轉換，其縱軸會是{\displaystyle 20\log _{10}(|G(s)|)}，橫軸是{\displaystyle \arg(G(s))}。尼柯尔斯图的好處是調整開迴路傳遞函數時，只要將曲線往上移即可。